# Ludovico I di Württemberg-Urach
Ludovico I di Württemberg-Urach (31 ottobre 1412 – Urach, 23 settembre 1450) fu conte del Württemberg dal 1419 alla sua morte nel 1450.

## Biografia
Egli era figlio di Eberardo IV e di Enrichetta di Mömpelgard.
Alla morte del padre, il conte Eberardo IV, salì al trono col fratello Ulrico V, posti entrambi sotto tutela dal 1419 al 1426. Oltre alla supervisione della madre Enrichetta di Montbéliard questa tutela venne gestita da ufficiali di stato, il cosiddetto Regentschaftsrat (Consiglio di Reggenza).
Dopo che ebbe raggiunto la maggiore età poté governare autonomamente il Württemberg dal 1426, dapprima solo e successivamente, a partire dal 1433, assieme al fratello Ulrico V.
Ludovico sposò Matilde del Palatinato. Il matrimonio venne celebrato il 21 ottobre 1436 a Stoccarda. Dopo il matrimonio di Ulrico con Margherita di Cleve, i due fratelli si accordarono sulla spartizione del Württemberg. Questa divisione venne dapprima limitata a quattro anni, ma infine venne resa permanente dal Trattato di Nürtingen, firmato il 23 gennaio 1442.
Ludovico ricevette la parte di Urach con i territori a sud ovest della contea, inclusi i territori in Alsazia. Alla morte di Enrichetta di Montbéliard nel 1444, Ludovico ottenne inoltre Montbéliard. Ludovico implementò notevolmente Urach, svolgendovi anche un'accanita politica di promozione religiosa con la costruzione di numerosi monasteri.
Egli tentò di allineare il Württemberg il più possibile con le dinastie dei Wittelsbach e degli Asburgo. A tal proposito, ad esempio, supportò l'Arciduca Alberto VI d'Asburgo nella sua lotta contro la Vecchia Confederazione Svizzera.
Egli morì nel 1450 dopo aver contratto la peste.

## Matrimonio ed eredi
Dal matrimonio con Matilde del Palatinato nacquero cinque figli:
- Matilde (1436-1495), sposò Ludovico II d'Assia;
- Ludovico (1439-1457);
- Andrea;
- Eberardo (1445-1496);
- Elisabetta (1447-1505) sposò Giovanni II di Nassau-Saarbrücken

## Ascendenza
|                                 |                       |                                      | Genitori                              |  |  | Nonni |  |  | Bisnonni               |  |  | Trisnonni                  |  |
|                                 |                       |                                      |                                       |  |  |       |  |  | Ulrico del Württemberg |  |  | Eberardo II di Württemberg |  |
|                                 |                       |                                      |                                       |  |  |       |  |  | Ulrico del Württemberg |  |  | Eberardo II di Württemberg |  |
|                                 |                       | Elisabetta di Henneberg-Schleusingen |                                       |  |  |       |  |  | Ulrico del Württemberg |  |  |                            |  |
| Eberardo III di Württemberg     |                       |                                      |                                       |  |  |       |  |  | Ulrico del Württemberg |  |  |                            |  |
|                                 |                       | Elisabetta di Baviera                | Ludovico IV il Bavaro                 |  |  |       |  |  |                        |  |  |                            |  |
|                                 |                       | Elisabetta di Baviera                | Ludovico IV il Bavaro                 |  |  |       |  |  |                        |  |  |                            |  |
|                                 |                       | Elisabetta di Baviera                | Margherita II di Hainaut              |  |  |       |  |  |                        |  |  |                            |  |
| Eberardo IV di Württemberg      |                       | Elisabetta di Baviera                |                                       |  |  |       |  |  |                        |  |  |                            |  |
|                                 |                       | Bernabò Visconti                     | Stefano Visconti                      |  |  |       |  |  |                        |  |  |                            |  |
|                                 |                       | Bernabò Visconti                     | Stefano Visconti                      |  |  |       |  |  |                        |  |  |                            |  |
|                                 |                       | Bernabò Visconti                     | Valentina Doria                       |  |  |       |  |  |                        |  |  |                            |  |
| Antonia Visconti                |                       | Bernabò Visconti                     |                                       |  |  |       |  |  |                        |  |  |                            |  |
|                                 |                       | Beatrice Regina della Scala          | Mastino II della Scala                |  |  |       |  |  |                        |  |  |                            |  |
|                                 |                       | Beatrice Regina della Scala          | Mastino II della Scala                |  |  |       |  |  |                        |  |  |                            |  |
|                                 |                       | Beatrice Regina della Scala          | Taddea da Carrara                     |  |  |       |  |  |                        |  |  |                            |  |
| Ludovico I di Württemberg-Urach |                       | Beatrice Regina della Scala          |                                       |  |  |       |  |  |                        |  |  |                            |  |
|                                 | Stefano di Mömpelgard | Enrico I di Mömpelgard               |                                       |  |  |       |  |  |                        |  |  |                            |  |
|                                 | Stefano di Mömpelgard | Enrico I di Mömpelgard               |                                       |  |  |       |  |  |                        |  |  |                            |  |
|                                 | Stefano di Mömpelgard | Agnese di Chalon                     |                                       |  |  |       |  |  |                        |  |  |                            |  |
| Enrico di Orbe                  | Stefano di Mömpelgard |                                      |                                       |  |  |       |  |  |                        |  |  |                            |  |
|                                 |                       | Margherita di Chalon-Arlay           | Giovanni II di Chalon-Arlay           |  |  |       |  |  |                        |  |  |                            |  |
|                                 |                       | Margherita di Chalon-Arlay           | Giovanni II di Chalon-Arlay           |  |  |       |  |  |                        |  |  |                            |  |
|                                 |                       | Margherita di Chalon-Arlay           | Margherita di Mello                   |  |  |       |  |  |                        |  |  |                            |  |
| Enrichetta di Mömpelgard        |                       | Margherita di Chalon-Arlay           |                                       |  |  |       |  |  |                        |  |  |                            |  |
|                                 |                       | Gaucher X di Chatillon-Blaigny       | Guy di Chatillon-La Fère-en-Tardenois |  |  |       |  |  |                        |  |  |                            |  |
|                                 |                       | Gaucher X di Chatillon-Blaigny       | Guy di Chatillon-La Fère-en-Tardenois |  |  |       |  |  |                        |  |  |                            |  |
|                                 |                       | Gaucher X di Chatillon-Blaigny       | Maria di Lorena                       |  |  |       |  |  |                        |  |  |                            |  |
| Maria di Chatillon-Blaigny      |                       | Gaucher X di Chatillon-Blaigny       |                                       |  |  |       |  |  |                        |  |  |                            |  |
|                                 |                       | Giovanna di Coucy                    | Guglielmo I di Coucy                  |  |  |       |  |  |                        |  |  |                            |  |
|                                 |                       | Giovanna di Coucy                    | Guglielmo I di Coucy                  |  |  |       |  |  |                        |  |  |                            |  |
|                                 |                       | Giovanna di Coucy                    | Isabella di Chattilon                 |  |  |       |  |  |                        |  |  |                            |  |
|                                 |                       | Giovanna di Coucy                    |                                       |  |  |       |  |  |                        |  |  |                            |  |